# Palazzo della Corgna (Castiglione del Lago)

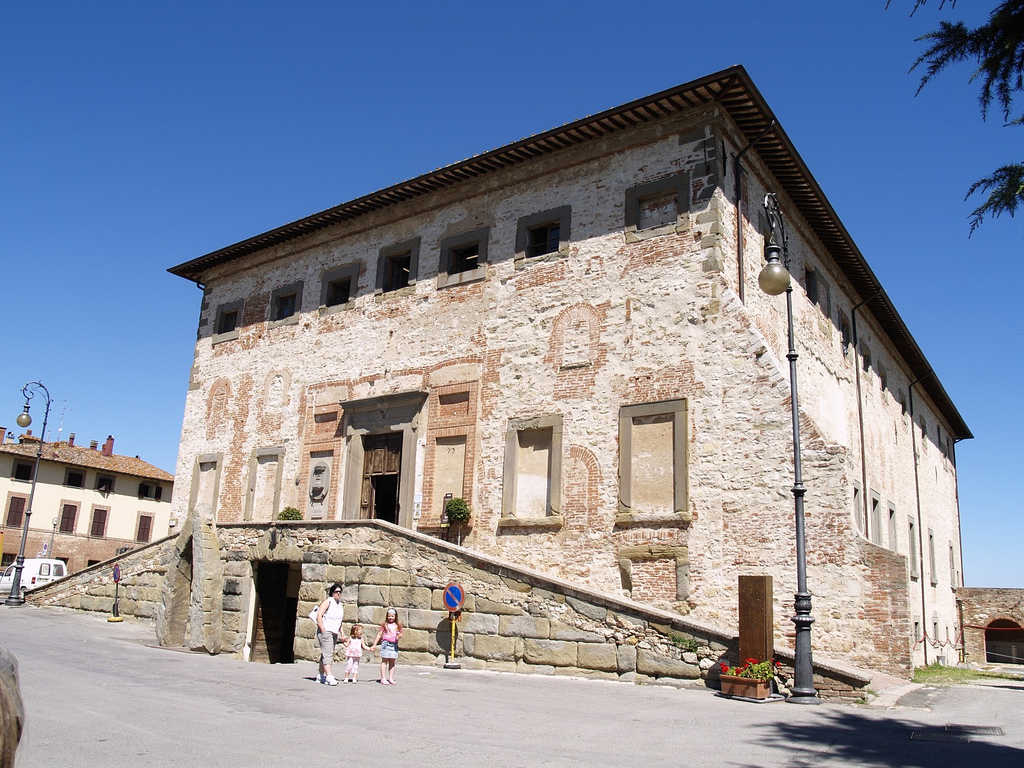

O Palazzo della Corgna é um palácio renascentista localizado em Castiglione del Lago, às margens do Lago Trasimeno, na província de Perugia, na Úmbria .
Foi encomendado entre 1550 e 1563 pelo condotiero Ascanio della Corgna (1516–1571), marquês de Castiglione del Lago, mas o exterior do palácio continua inacabado. Ascanio era irmão do cardeal Fulvio Giulio della Corgna, e ambos eram sobrinhos de Júlio III, papa de 1550 a 1555. Entre os arquitetos originais estavam Vignola e Galeazzo Alessi . O palácio foi saqueado várias vezes, e partes do edifício foram destruídas pelos incêndios em 1824 e 1870. Foi construído em 1870 pela Comune di Castiglione del Lago.
O Salão de César, Palazzo della Corgna, 1589-1590, Castiglione del Lago. O Salão de César no Palazzo della Corgna, é assim chamado pela representação da vida de César na decoração, seguindo o texto de Suetônio, o estudo de Diomedes della Corgna. As representações, de Salvio Savini, entre 1589 e 1590, ilustram a vida de César, a sua audácia e as suas qualidades como um grande líder. Entre os eventos mais importantes, lembramos as guerras contra os gauleses, os germanos e os britânicos, a travessia do Rubicão e a batalha de Farsalos, que marcou o início de seu poder em Roma. O episódio da recusa da coroa do rei mostra as suas habilidades diplomáticas, enquanto o assassinato de César conclui este ciclo de afrescos. Na abóbada, sustentada por dois querubins alados, está o emblema da família della Corgna, enquanto na parede leste uma porta dá acesso à passarela coberta que conecta o palácio à fortaleza medieval.(Castiglione del Lago, 2023)
Em 1643, as propriedades feudais foram removidas da família della Corgna pelas ações de Fulvio della Corgna e colocadas sob controle papal. Em 1651, o palácio foi comprado pela família aristocrática Amedei e, em 1793, pelo Signori Mazzuoli.